# Freie Schwimmer Hannover
Die Freien Schwimmer Hannover von 1919  waren ein hannoverscher Schwimmsportverein, der nach Ende des Ersten Weltkriegs aus der Arbeitersportbewegung hervorgegangen war. In der Zeit von 1933 bis 1945 war der Verein von den Nationalsozialisten verboten und das Vereinsvermögen wurde konfisziert. Nach dem Kriegsende und der Wiederzulassung erfolgte ein stetiger Aufschwung. In den 1970er Jahren zählte der Verein mit mehr als 1.200 Mitgliedern zu den mitgliederstärksten Schwimmsportvereinen im damaligen Schwimmverband Niedersachsen (SVN).
Beheimatet waren die Freien Schwimmer im hannoverschen Stadtteil Hainholz, in dem sie seit 1953 neben einem Clubheim ein vereinseigenes Freibad errichteten und seit dieser Zeit betrieben. Im Jahr 2004 fiel der Beschluss der Landeshauptstadt Hannover, das sanierungsbedürftige Hainhölzer Bad zu schließen und durch ein unbeheiztes Naturbad zu ersetzen. Dessen Einweihung fand am 17. Mai 2008 statt. Das neue Bad, das für einen geregelten Sportbetrieb ungeeignet war, ging an eine Stiftung über. Die Freien Schwimmer verloren damit ihre sportliche und soziale Basis.
Schwerpunkte des Sportangebots waren von Beginn an Schwimmen und Wasserball. Seit dem Jahr 2002 existierte auch eine Triathlon-Sparte. Daneben gab es ein umfangreiches Breitensportangebot. Bereits in den 1920er Jahren feierten die Wasserballmannschaften der Freien Schwimmer auf nationaler Ebene größere Erfolge. Nach einigen Jahrzehnten der breitensportlichen Ausrichtung wurde im Bereich Wasserball seit Beginn der 1990er Jahre wieder leistungsorientiert gearbeitet. Infolge dieser Entwicklung gelang es der Jugend-B Mannschaft der Freien Schwimmer Hannover im Jahr 1991 ungeschlagen den Titel des Deutschen Wasserballmeisters zu erringen.
Die Herrenmannschaft der Freien Schwimmer Hannover stieg 1998 in die zweithöchste deutsche Spielklasse auf und errang in den Jahren 2001 bis 2003 dreimal in Folge den Titel des norddeutschen Wasserballmeisters sowie 1999 bis 2003 fünfmal in Folge den norddeutschen Wasserballpokal. Im Jahr 2003 gelang der Aufstieg in die damalige einteilige zweite Bundesliga (DWL II). Von 2006 bis 2009 spielte die Mannschaft in der höchsten deutschen Spielklasse, der Deutschen Wasserball-Liga (DWL I). In den Jahren 2011 und 2013 folgten die norddeutschen Meistertitel vier und fünf.
Der durch den Verlust des Hainhölzer Bades bedingte Rückgang der Mitgliederzahlen führte zu zunehmenden wirtschaftlichen Problemen und zu einer fortschreitenden Einschränkung des Sportangebots. Die sportlich erfolgreiche Wasserballabteilung musste 2014 geschlossen und vom Spielbetrieb abgemeldet werden. Im Verlaufe der Corona-Pandemie verschärften sich ab dem Jahr 2020 die Schwierigkeiten. Im Jahr 2021 – dem 102. Jahr seines Bestehens – erging der Beschluss zur Auflösung des Vereins.